# وترن آویا
وترن آویا (به انگلیسی: Veteran Avia) یک شرکت هواپیمایی  بود که در سال ۲۰۰۹ میلادی تأسیس شد  دفتر مرکزی وترن آویا در ایروان، ارمنستان واقع شده‌بود و قطب این شرکت هواپیمایی در فرودگاه بین‌المللی زوارتنوتس قرار دارد.